# Sugar Minott

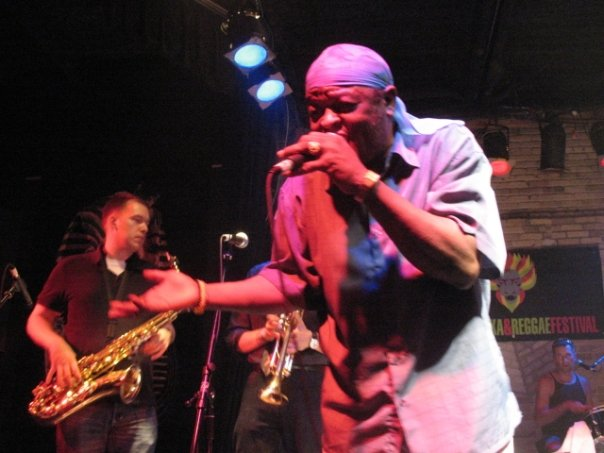
Sugar Minott beim Winnipeg Ska and Reggae Festival (2008)

Sugar Minott (* 25. Mai 1956 in Kingston als Lincoln Barrington Minott; † 10. Juli 2010 in Saint Andrew Parish) war ein jamaikanischer Reggae-Sänger, -Musiker, -Produzent und Soundsystem-Betreiber. Minott trug den Beinamen „Godfather of Dancehall“.

## Werdegang
Minott begann bereits als Kind bei verschiedenen Soundsystems mitzuarbeiten, zunächst als Selector. Kaum im Teenageralter gründete er sein erstes eigenes Soundsystem Gathering of Youth. 1969 gründete er gemeinsam mit Tony Tuff und Derrick Howard das Trio The African Brothers und begann nun zu singen. In den frühen 1970ern nahmen sie an Amateur-Talentwettbewerben teil und nahmen einige Platten auf. Ihre von der Rastafari-Bewegung inspirierte Musik ließ einen deutlichen musikalischen Einfluss der Abyssinians erkennen.
Nachdem sie 1974 mit Produzent Rupie Edwards Mysterious Nature herausbrachten, wurde das Musiklabel Studio One auf die jungen Musiker aufmerksam. Der Debüt-Song für das prominente Label No Cup No Broke blieb allerdings auch der letzte, die African Brothers lösten sich auf, um sich fortan als Solokünstler zu versuchen. Studio-One-Chef Coxsone Dodd erkannte Sugar Minotts Talente, der neben dem Gesang ein guter Gitarrist und Drummer war, und wie sich später zeigte auch im Schreiben von Songtexten talentiert war. Dodd „nahm ihn in die Lehre“ – er engagierte Minott als Studiomusiker, um ihn weiter aufzubauen. Seine ersten Veröffentlichungen bei Studio One blieben beim Publikum weitgehend unbeachtet, das änderte sich 1978, als die Single Vanity ein Hit in Jamaika wurde.
Zum Durchbruch in Jamaika und Großbritannien geriet das im selben Jahr folgende Solo-Debüt-Album Live Loving, das von vielen als das erste echte Dancehall-Album angesehen wird, und den frühen Dancehall der 1980er mitprägte. 1979 folgte Showcase, in ebenso revolutionärem Stil. Sugar Minott verließ danach Studio One. Never Too Young, eine von Prince Jammy produzierte Single, wurde zu einem weiteren Hit und mit Prince Jammy entstand auch die nächste LP Bittersweet. Minotts viertes Album – und das dritte im Jahr 1979 – Ghetto-ology überraschte das Publikum mit einer Rückkehr zu kräftigem Roots und war recht erfolgreich. Mit der 1980 folgenden LP Black Roots setzte er diesen Weg stilistisch fort. Die folgende LP Roots Lovers blieb dem Roots treu, zeigt aber auch deutliche Tendenzen zum Lovers Rock.
1980 startete Minott in Jamaika seine eigenen Labels Youth Promotion und Black Roots, und ein ebenfalls Youth Promotion getauftes Soundsystem. Unter den ersten Songs, die er für seine neuen Labels selbst produzierte, war Hard Time Pressure, der in Großbritannien zu einem großen Erfolg wurde. Nachdem bereits Roots Lovers den Geschmack des britischen Publikums getroffen hatte, übertraf Minotts Popularität in Großbritannien bald die in Jamaika, was ihn wohl mit dazu bewog 1980 nach dem Auftritt beim Reggae Sunsplash nach London umzuziehen. Aus den weiteren erfolgreichen Songs der Jahre 1980 und 1981 hebt sich Good Thing Going hervor, der ein Hit in Großbritannien wurde, Platz 4 der UK-Singlecharts erreichte und mit einer Silbernen Schallplatte ausgezeichnet wurde. Minott bekam einen Vertrag mit RCA für das folgende Album gleichen Namens, das auch ein Riesenerfolg wurde.
1983 kehrte er nach Jamaika zurück, er feierte seine Rückkehr mit einem erneuten Auftritt beim Sunsplash-Festival. In Jamaika hatte sich in seiner Zwischenzeit der Dancehall entwickelt und dominierte nun die Szene. Minott brannte darauf, daran teilzuhaben und brachte nach zwei Jahren Pause das Album Dance Hall Showcase heraus. 1984 erreichte er wieder Höchstform, veröffentlichte drei Alben und eine Serie von Hit-Singles. Herbman Hustling war das erste, es wartete mit einer gelungenen Mischung aus Dancehall mit der Sensibilität des Roots auf, mit einem Schuss Lovers Rock. Die LP Slice of the Cake stand im Schatten des Erfolgs des Vorgängers, ihr folgte noch Wicked a Go Feel It.
Auch in den folgenden Jahren bis in die 1990er behielt Sugar Minott eine hohe Produktivität bei, veröffentlichte zahlreiche Alben und Hitsingles, und trat vielfach bei bedeutenden Festivals, wie dem Reggae Sunsplash, auf. Er arbeitete mit namhaften anderen Musikern und Produzenten, wie beispielsweise Donovan Germain, Sly & Robbie, George Phang, Leroy Smart, Gregory Isaacs, u. a. In den 1990ern auch mit Junior Reid, Frankie Paul, Shaggy und Mutabaruka.
2005 arbeitete er mit den deutschen Dub-Produzenten Moritz von Oswald und Mark Ernestus zusammen. Unter dem Projektnamen Rhythm & Sound w/ Sugar Minott erschien das Stück Let Jah Love Come, das auch auf dem Album See Mi Yah veröffentlicht wurde.
Daneben organisierte er sein Soundsystem, das jungen Sängern Möglichkeiten zu Auftritten gab. Mit den talentiertesten nahm er Platten auf, die von seinen Labels herausgebracht wurden. Tenor Saw, Ranking Joe, Daddy Freddy und andere haben so ihre Karrieren begonnen.
Auf dem im April 2010 erschienenen Gentleman-Album Diversity wirkte er beim Song „Good Old Days“ mit.
Am 10. Juli 2010 verstarb er im Alter von 54 Jahren im Universitätshospital der University of the West Indies in Saint Andrew Parish bei Kingston. Minott litt seit 2009 unter Herzproblemen. Er war verheiratet und Vater von 14 Kindern aus verschiedenen Beziehungen.
Postum wurden weitere Stücke mit Aufnahmen von ihm veröffentlicht wie 2011 Beat Down mit der schwedischen Gruppe Leafnuts, im Februar 2013 Scrubadub Style mit DJ Rasfimillia oder 2014 die Split-Single Soundboy Killing/Catch A Fire mit Junior Dangerous. Im Februar 2015 veröffentlichte die Reggae-Band New Kingston das Album Kingston City, auf dem Sugar Minott beim Stück Certain Girls zu hören ist.

## Diskografie
- Live Loving (1978, Studio One)
- Showcase (1979, Studio One)
- Bittersweet (1979, Ballistic)
- Black Roots (1979, Island)
- Ghetto-ology (1979, Trojan)
- Roots Lovers (1980, Black Roots)
- Give The People (1980, Ballistic)
- African Girl (1981, Black Roots)
- Good Thing Going (1981, RCA)
- Dancehall Showcase (1983, Black Roots)
- With Lots Of Extra (1983, Hitbound)
- Herbman Hustling (1984, Black Roots)
- Slice Of The Cake (1984, Heartbeat)
- Wicked a Go Feel It (1984, Wackies)
- Leader For The Pack (1985, Striker Lee)
- Rydim (1985, Greensleeves)
- Time Longer Than Rope (1985, Greensleeves)
- Rockers Award Winners (1985, Greensleeves)
- Inna Reggae Dance Hall (1986, Heartbeat)
- Sugar & Spice (1986, Taxi)
- Jamming In The Streets (1987, Wackies)
- Double Dose (1987, Blue Mountain) (Sugar Minott & Gregory Isaacs)
- African Soldier (1988, Heartbeat)
- Buy Off De Bar (1988, Sonic Sounds)
- Sugar Minott & Youth Promotion (1988, NEC)
- Lovers Rock Inna Dance Hall (1988, Youth Promotion)
- Sufferers Choice (1988, Heartbeat)
- Ghetto Youth Dem Rising (1988, Heartbeat)
- The Boss Is Back (1989, RAS)
- Ghetto Child (1989, Heartbeat)
- Smile (1990, L&M)
- A Touch of Class (1991, Jammy’s)
- Happy Together (1991, Heartbeat)
- Run Things (1993, VP)
- Breaking Free (1994, RAS)
- Showdown Volume 2 (1995, Channel One) (Sugar Minott & Frankie Paul)
- International (1996, RAS)
- Musical Murder (1997, VP)
- Easy Squeeze (1999, World)